# Кирил Йончев
Кирил Питсбъргски e архиепископ на Българската епархия на Православната църква в Америка.

## Биография

### Ранни години
Роден е на 26 февруари 1920 година в град Панагюрище, България, със светското име Илия Манчев Йончев в семейството на Манчо и Анна Йончеви. Потомък е на стар възрожденски род. Има сестра близначка – Офелия и по-голям брат Стефан. Когато Илия е на 10 години, трите деца остават пълни сираци и са отгледани от сестрата на майка им Мина. Въпреки материалните трудности, Илия успява да завърши гимназия. През 1934 година е приет със стипендия от Светия синод в Софийската духовна семинария „Св. Иван Рилски“. Завършва образованието си през 1940 година и със стипендия продължава да учи в Богословския факултет на Софийския университет „Свети Климент Охридски“. На 19 януари 1941 година е подстриган за монах от митрополит Кирил Пловдивски и приема името Кирил. На следния 20 януари 1941 година е ръкоположен за дякон, а през април същата година – за йеродякон в братството на храм „Успение Богородично“ на Бачковския манастир.
През 1944 година йеромонах Кирил завършва Богословския факултет и става главен иконом на Бачковския манастир, става преподавател в Пловдивската духовната семинария „Св. Св. Кирил и Методий“. През 1946 година Светия синод на Българската православна църква изпраща отец Кирил в Берн, Швейцария, за да надгради своето образование. Той прекарва четири години в изучаване на теология и философия.

### В САЩ
През 1949 година Кирил се среща в Париж с митрополит Андрей Американски, глава на Българската епархия в Америка, която през 1947 година взима решение за прекъсване на всякакви взаимоотношения с комунистическата власт в София, при запазване на каноничните връзки със Светия синод. Митрополитът, изпитващ големи трудности в намирането на квалифицирани свещеници за попадналата в изолация епархия, съдейства активно за заминаването на Кирил Йончев за Америка. През ноември 1950 година отец Кирил емигрира в Съединените американски щати и се установява в Толидо, Охайо, където започва да служи като свещеник в българската църква „Свети Георги“.
След пристигането си в Америка Кирил Йончев постепенно се налага като водач на групата свещеници в епархията, свързани с Македонската патриотична организация и силно антикомунистически настроени, които са в многогодишен конфликт с митрополит Андрей заради стремежа му към политическа неутралност на Църквата. На 6 декември 1959 година отец Кирил е провъзгласен за архимандрит от митрополит Андрей Американски, но през следващите няколко години митрополитът упорито се противопоставя на предложенията за издигане на Кирил Йончев в епископ.
Конфликтите в епархията довеждат до нейното окончателно разделяне, след като през 1963 година Светият синод в София с 15-годишно закъснение признава избора на Андрей за американски митрополит и подновява контактите си с него. Под ръководството на архимандрит Кирил Йончев, една група от енориите в епархията се откъсва, присъединявайки се към Руската православна църква зад граница (РПЦЗД) като Българска епархия в изгнание. На 9 август 1964 година архимандрит Кирил е ръкоположен за епископ на Толидо и Торонто от митрополит Филарет. Под негово ръководство епархията възприема юлианския календар, използването на английски език в богослужението, започва издаването на епархиен бюлетин, установява се икономическа основа за подпомагане на епархията и други.
На 20 декември 1976 година епископ Кирил присъединява Българската епархия към Православната църква в Америка. През следващите години диоцезът разширява своя териториален обхват. Епископ Йончев създава новите църковни общини: „Св. Патриарх Евтимий“ в Ню Йорк, „Св. Климент Охридски“ в Лос Анжелис, „Св. Иван Рилски“ в Ниагара Фолс, Канада, „Св. Йоан Кръстител“ в Лос Анжелис. Няколко от вече съществуващите общини преминават към епархията: „Св. св. Кирил и Методий“ в Гранит Сити, „Св. Никола“ в Бъртън и „Св. св. Кирил и Методий“ в Лорейн. Епископ Кирил учредява и първата българска община в столицата на САЩ.
През октомври 1977 година епископ Кирил е провъзгласен за locum tenens, заместник на епископа на Питсбъргската епархия, тъй като епископ Теодосий е избран за архиепископ на Православната църква в Америка. На 8 юли 1978 година на извънреден епархиен съвет епископ Кирил е номиниран за глава на епархията. Светият синод го провъзгласява за ръководещ епископ на Питсбъргската епархия. Кирил служи като член на Св. Синод на Православната американска църква, служи и в Малкия синод на епископите. Той председателства множество комитети и комисии на Централната църква и е член на управлението на Духовната семинария „Свети Владимир“. Отвъд епархията, той е член на Съвета на християнската асоциация от югозападна Пенсилвания.
След падането на комунистическия режим в България, през 1992 година епископ Кирил се завръща в България на посещение при семейството си.
През ноември 1992 година на есенната сесия на Светия синод епископ Кирил е провъзгласен за архиепископ на Питсбърг, Западна Пенсилвания и на Българския диоцез на Православната църква в Америка.
Архиепископ Кирил Йончев умира на 17 юни 2007 година.